# サバイバルキッズ
『サバイバルキッズ』は、コナミデジタルエンタテインメントが開発したコンピューターゲームのシリーズで、第1作は1999年6月17日に発売された（第1作発売当時の社名はコナミ株式会社）。ゲームボーイ用。無人島に流れ着いた主人公が同じく島に流れ着いた仲間と島でサバイバル生活をし、手に入れたものを組み合わせ道具を作り食料を調達して無人島からの脱出を目指す。
コナミ公式ではジャンルは「サバイバルシミュレーション」としている。
2008年を最後にシリーズは途絶えていたが、2025年4月にNintendo Switch 2用ソフトでの新作発売が発表され、同年6月に発売された。

## シリーズ作品
- サバイバルキッズ 孤島の冒険者 （1999年6月17日発売 ゲームボーイ用ソフト）
  - コナミネットDXより、携帯ゲーム版が配信されていた。
  - 2025年5月23日より『ゲームボーイ Nintendo Switch Online』収録ソフトの一つとして配信開始[1][2]。
- サバイバルキッズ2 脱出!!双子島! （2000年7月19日発売 ゲームボーイ用ソフト）
- サバイバルキッズ -LOST in BLUE- （2005年8月25日 ニンテンドーDS用ソフト）
- サバイバルキッズ -LOST in BLUE 2- （2007年3月15日発売 ニンテンドーDS用ソフト）
- サバイバルキッズ 小さな島の大きな秘密!? （2007年12月20日発売 ニンテンドーDS用ソフト）
- サバイバルキッズWii（2008年8月7日発売 Wii用ソフト）
- サバイバルキッズ（2025年6月5日発売 Nintendo Switch 2用ソフト）[3]
- LOST in BLUE Mobile （携帯ゲーム コナミネットDXより配信されていた）
- LOST in BLUE Mobile まりな＆りく編（携帯ゲーム コナミネットDXより配信されていた）
  - 上記の携帯ゲーム版は全て、ネットＤＸ終了と共に配信は終了しており、現在はプレイ不可。

### 孤島の冒険者
シリーズ初作品。
コナミネットDXでケータイゲーム版にリメイクされ配信されていた。
主人公としてコウ、ナミのどちらかを選べるが、どちらを選んでもキャラが違うだけでストーリーは変わらない。条件によってはストーリーが進むと2人は出会うことになる。2人のキャラクター設定は、主人公として選んだ場合と、選ばない場合で入れ替わる。
コウ（初期設定）
10歳。男の子の主人公。ちょっとドジな男の子。
ナミ（初期設定）
10歳。女の子の主人公。活発な女の子。
主人公として選択したキャラの設定
冒険家の父に憧れ、自身も冒険家になる夢を抱く。その影響か、子供ながらサバイバルの知識や技術をある程度は持ち合わせている。
主人公の10歳の誕生日祝いに父と船旅に出るが、嵐に遭い船が転覆し、無人島に流れ着く。たった一人で無人島に流れ着いても、前向きに逞しく生きていく。
主人公として選択しなかったキャラの設定
主人公と同じ船に乗っており、沈没の際に同じく無人島に流れ着く。一人でも何とか生きていたが、主人公と違いサバイバルの知識も技能も乏しく、衰弱して倒れているところを主人公に助けられることになる。
体調がよくないために主人公と一緒に出掛けることは無く、古代船（二つ目の拠点）で留守番をしている。食料などを渡すと好感度が上昇する。出会っているか否か、好感度が高いか等の条件がエンディングに影響し、一緒に島で暮らす、脱出時に死亡してしまう、後に主人公と結婚するといった結末に分岐する。
ラッキー（初期設定）
主人公が流れ着いた無人島に生息している野生の猿。最初はリュックを盗むなどのイタズラをはたらくが、後に嵐で崩れた家の残骸から助けたことをきっかけに友達になる。以降は常に主人公に同行し、アイテムを取ってくれたり、冒険を手助けしてくれる。餌などは特に必要ない。
助けずにストーリーを進めると、一度目の島脱出時にバッドエンドとなってしまう。
主人公の父(名前不明)
冒険家をしている主人公の父親。OPのみの登場で、顔は描かれていない。海難事故以降は、消息不明だったが、特定のEDにより無事に生存していることが明かされる。

### 脱出!!双子島!
シリーズ第2作。機能が向上し、新たに宝探しの要素が追加された。今作のみ通信により他のプレイヤーとアイテムの交換が可能となっている。交換しないと手に入らないアイテムも存在する。
夏休みのキャンプに出かける前に、祖父が言っていた戦時中の南の島にある財宝のことを話していると、ヘリコプターに乗って現れた謎の3人組BB団に連れ去らわれてしまう。主人公は前作と同じく選択可能。ヘリコプター内での選択肢でストーリーが、ヘリコプターから落ちて無人島の浜辺に流れ着くか、3人組がアジトにしている元軍基地の牢屋に捕われるかのどちらかになり、スタート地点が別の場所になる。
ヤマト（初期設定）
12歳。頼れる双子の兄。ドジな弟のことを心配している。
ムサシ（初期設定）
12歳。双子の弟。ちょっとドジな活発な男の子。
選ばなかった方のキャラ
選ばなかった方は、ストーリーが進むと、主人公と別のスタート地点で合流する。前作と違い常に一緒に行動するが、食事等は不要。合流する事で行けるようになる場所がある。
パロ（初期設定）
島に住んでいるオウム。人間の言葉を達者に話せる。主人公の仲間になりアイテムを取ってきてくれたりと冒険を手助けしてくれる。前作のラッキー同様、餌はいらないが、アイテムと引き換えに情報をくれる（あまり役に立たない情報が大半だが、稀に重要な情報をくれることも）。
キリー/レイ/チャック
2人を拉致した謎の組織「BB団」のメンバー3人組。島の元軍基地をアジトにして、島に隠された宝を探している。

### -LOST in BLUE-
前作『脱出!!双子島!』以来となる、約5年ぶりの完全新作。DSの機能によりシステム、グラフィックなどが大幅に向上している。初期2作に比べ、内容もリアリティのあるものになっている。前作と違い、パートナーのパロメーターも管理する必要がある。イラストは加茂が担当。
嵐に遭い船が沈没してしまい、だいちは無人島の浜辺に流れ着く。同じ船に乗船していたが、沈没時に救命ボートで脱出し島に流れ着いたあおいと話が進むと合流する。本編をクリアするとあおい視点の「彼女のサバイバルモード」が追加される。
だいち
主人公。中学3年生。スポーツは得意だが、優しい性格が原因で強くなれない、優柔不断で携帯電話の無い生活は考えられないという、今時の男の子。チャレンジ精神旺盛な楽天家。本編では、基本的に操作できるのは彼だけである。「彼女のサバイバルモード」では、1人で島の探検に出て行き、頼めば食料や薪などを拾ってきてくれる。
また、あおい同様携帯ゲーム版『LOST in BLUE Mobile』にも登場する。
あおい
ヒロインであり、もう１人の主人公。中学2年生。年齢はだいちの一つ下。親に子供として見てもらえなかったという、孤独な子供時代を過ごしたために、性格は少し大人びており、将来について悩んでいる。最初は敬語で話していたが、親密度の高まりによって敬語を使わずに話すようになる。小説家を目指している。かなり近眼で眼鏡をしていたが、だいちと出会った時にだいちが踏んで壊してしまう。そのため、外に出る時は、だいちに手をつないで貰うことによって一緒に移動する。彼女を連れてこないと先に進めないところもある。本編では彼女を操作することは出来ないが、あおいは生活の拠点の洞窟でだいちの留守中には焚き火に薪をくべる、家畜の世話、カゴなどの道具、食材を渡すと料理を作ってくれるなど、生活をサポートしてくれる。また、彼女に「相談」をしないと現れないコマンドもある。
「彼女のサバイバルモード」では、だいちが出かけている間の彼女を操作でき、料理のミニゲーム等だいちでは出来ないことが出来る。しかし、1人では段差の昇り降りとジャンプが出来ないため、行動可能な範囲がかなり限られる。
コナミのケータイサイトで眼鏡を掛けた彼女のグラフィックが配信されていた。

#### LOST in BLUE Mobile Version integral あおい＆だいち編
コナミの携帯サイトより配信されていた。『LOST in BLUE』を携帯ゲーム用にリメイクした作品。登場キャラは『LOST in BLUE』と同じだが、内容やストーリー、システムなどは携帯用にアレンジされている為、ほとんど別物のパラレルとなっている。システム的には、DS版よりGB版の初期2作に近い。基本は2人一緒に行動するが、あおいを残して、だいちのみで行動することも出来る。
配信開始当初は『LOST in BLUE Mobile』というタイトルだったが、後にバージョンアップされて上記のタイトルとなった。バージョンアップ後は、通常モードとは別のイージーモードが追加されるなどの改変がなされた。
前バージョンから新バージョンにデータを引き継ぐことが可能。
だいち
主人公。本編で操作できるのは彼のみ。
あおい
ヒロイン。操作は出来ないが、食材を渡すと調理してくれ、相談で攻略のヒントをくれる。
コナミの携帯サイトで配信されていた攻略マンガ本では、彼女をモデルとした、アドバイスをくれる妖精キャラ「あおいちゃんの精」が登場。

### -LOST in BLUE 2-
今作から操作がタッチペンだけでも出来るようになっている。地震・台風などの自然現象が発生する等、更にリアルになっている。イラストは前作に続き加茂が担当。
初期2作と同じく主人公を選べる。卒業旅行で船旅をしていた際に、嵐で船が沈没し無人島に流れ着く。ゆうきを選ぶと「彼のサバイバル」モードに、あいを選ぶと「彼女のサバイバル」モードになる。どちらかを選んだかにより、話の内容が所々変わってくる。それぞれ進めるところやパラメーターの減り方などの能力や性能が違う。
ファミ通クロスレビューでは8、7、7、7の29点。レビュアーは「絶望的な状況でのサバイバルがユニーク」「挫ける寸前で手がかりが見つかるバランスがいい」「徐々にやれることが増えるのは達成感がある」「生活にアクセントをつけるイベントが多いのはいい」とした一方「パートナーのAI、特定コマンドに不満」「アイテム管理が少し煩雑」「ウィンドウや操作性が気になる」「必要な行動が多くてアクションを堪能できない」「ノーヒントで料理を増やすのが難しい」とした。
ゆうき
男の子の主人公。スポーツ万能な18歳の男の子。登山部所属なので、アウトドアについてはそれなりに詳しい。控え目な性格で頼まれると嫌とは言えない性質。登山部の経験を生かして活躍する。優しい性格だが、少々嫉妬深い一面がある（「彼女のサバイバルモード」より）。あいに登れない高さの段差を登れる。身長170cm・体重60kg、野菜が好き。
あい
女の子の主人公。好奇心旺盛な18歳の女の子。アーチェリー部所属で集中力は高い。そのためゲームでは矢の命中率がゆうきよりも良い。料理は得意だがきのこだけは、料理するのも、食べるのも苦手。そのため、レシピに載るきのこ料理を作れない。しっかりした性格だが、無事に帰れるか心配し泣く一面もある（彼のサバイバルモードより）。ジャンプ力があり、ゆうきに飛び越せない距離の足場を飛べてゆうきに行けない場所に行ける。身長163cm・体重46kg、礼儀に厳しい。

### 小さな島の大きな秘密!?
シリーズ初となる4人の主人公が登場する。自然現象も霧・落雷等が追加されて、更にリアルになっている。
最初はショウとエリーの2人のみ操作できるが、どちらかでクリアすると他の2人も操作可能となる。キャラによってスタート地点・ストーリーが変化し、それぞれのキャラの違った視点での物語を楽しめる。そのキャラ専用のエンディングもある。
船の事故で無人島に流れ着く、しかし、その島には過去に何らかの研究が行われていた形跡があった。
ショウ
17歳の少年。無人島に流れ着いたが、漂流のショックで記憶喪失になってしまう。自分の名前すら忘れてしまうが、エリーに自分がショウだと教えられる。慎重で用心深い性格。エリーとは過去になんらかの関係があったらしいが、覚えていない。物語が進むにつれ記憶が戻り、やがて全てを思い出す。
固有特技は持っていないが、潜水・バトル・狩り・釣り・大工工作など、一通りのことは行えて、能力も平均的でバランスがよく、使いやすいキャラ。地震が苦手。ダイキと協力することで1人では登れない高いところに登ることができる。料理は、さばくと焼くのみできる。
2月2日生まれのみずがめ座。血液型はA型。
エリー
17歳の少女。ショウが乗っていた船のステージで歌っていた、売出し中の若手歌手。勝気な性格。動物と心を通わせることが出来る。ショウとは面識があるらしい。
固有特技は、チンパンジーやイルカなどの動物とコミュニケーションを取ることが出来る事。彼女を連れていれば、他キャラでも可能。水恐怖症。男性キャラでは通れない小さな穴を通れる。釣りと狩りがどちらも出来ないので、4キャラ中で最も、食材調達に制限がある。
6月16日生まれのふたご座。血液型はB型。
ダイキ
15歳の少年。ショウ、エリーと同じ船に乗っていた、正義感の強い少年。色黒。格闘技の心得があり、岩を素手で砕けるすさまじい腕力を持っている。プラス思考で前向きな性格。
固有特技は、邪魔な岩を破壊することが出来る事だが、ストーリー上で一回のみと、他の2人より必要箇所は少ない。高所恐怖症。ショウと協力することで、1人で登れないところに上れる。狩りは出来るが、釣りは出来ない。ショウ同様、料理は、さばくと焼くのみできる。
10月20日生まれのてんびん座。血液型はO型。
ミサキ
13歳の少女。他の3人とは違い、ある理由で自らの意思で、セスナに乗って無人島にやって来た。しかし、落雷を受けセスナが故障し不時着する。4人の中では最年少で眼鏡に制服風の服を着ている。おとなしくて周囲の人間を認めたがらない。頭がよく、機械工学と数学が得意。
固有特技は、壊れた機械を直せる事。彼女を連れていれば、他キャラでも可能。雷が苦手。エリー同様男性キャラが通れない小さな穴を通れる。釣りは出来るが、狩りはできない。
3月9日生まれのうお座。血液型はAB型。

### LOST in BLUE Mobile まりな＆りく編
『LOST in BLUE Mobile』第2作目。今作はキャラ・ストーリー共に完全新作。ヒロインの料理機能が削除されている等、前作とはシステムが所々変わっており、前作よりも更に初期2作に近くなっている。
りくは不慮の飛行機事故で飛行機から落下し無人島に漂流してしまう。そして、同じ飛行機に乗っていて、同じく漂流したまりなと合流し共に脱出を目指す。
りく
主人公。スポーツ万能で、お人よしな性格をしている。女心には鈍感だが、危機的状況では冷静沈着に行動する。17歳。
まりな
ヒロイン。主人公と協力してサバイバルする努力家。主人公の前では元気で泣き言は言わないが、1人になると不安になることもある。水恐怖症で泳げない。16歳。基本的に彼女は操作出来ないが、一時的に操作できる場面もある。
少女（名前不明）
ゲームの途中から登場する謎の少女。フラガールのような姿をしており、島の生活などに詳しい。
チュパカブラ
島に出現する謎の生き物。主人公たちの前に、幾度と無く現れる。

## 食べ物
主人公が無人島で生き抜くために島で調達して食べる食料。魚や肉などは生では食べられない。初期2作はそのまま食べたり焼いて食べること位しか出来なかったが、『-LOST in BLUE-』からは新たに料理機能が加わり、バリエーションが増えた。キノコ等はゲームを新たに始めると食べた時の効果がランダムに入れ替わる。大抵の食べ物は時間が経つと腐ってしまい、食べるとステータス異常を起こしてしまう。
LOST in BLUE Mobileでは、全ての所持している食べ物は、種類、手に入れた時間を無視して寝ると全部腐ったとして、キャラが勝手に全て捨ててしまう（自動消失）。時間になると勝手に寝てしまう為、翌日に食べ物を集め直さないとならない（地面に置いておけば、腐らない）。

### 植物類
キノコ
全シリーズに登場。島の様々なところに生えている。食べられるが毒もあり、様々なステータス異常を起こす。
初期2作は「はでなキノコ」等という曖昧な表記だが、『-LOST in BLUE-』からは赤・青・黄等の色で識別する。ゲームを新たに始めるたびに名前と効果の組み合わせは変わるので、食べてみないと解らない。焼くことも出来るが、そのままでも食べられるため、遠出した時役立つ。
果物
全シリーズに登場。初期2作では、りんごのような形の「ごつごつしたフルーツ」等という名前でゲームを新たに始めると食べた時の効果がランダムに入れ替わるが、毒はない。水気があるので水分も回復する。
『-LOST in BLUE-』からはバナナ・木苺・パイナップル等の様々な種類が登場する。
やそう
初期2作に登場。島のあちこちに自生している草。キノコ同様、ゲームを新たに始めるたびに名前と効果の組み合わせが変わる。食べられるものの他、スパイス・毒・解毒・ライフ回復等の様々な効果がある。スパイスは辛く、解毒は苦い味をしている。
ヤシの実
孤島の冒険者では、ゲーム内に一本だけ生えている椰子の木にて、ラッキーを連れているとミニゲームをクリアする事で手に入れることができる。
『-LOST in BLUE-』から登場するものは、椰子の木の下に落ちていて、無くても木を揺らすと落ちてくることもある。少量だが、食べると水分と満腹感の両方が回復するため、ゲーム開始時および、遠出をする際に重宝する。
ジャガイモ
『-LOST in BLUE-』から登場する。地面から掘り起こして取る。生でも食べられるが美味しくはない。
料理でベイクドポテト・ポテトサラダ・フライドポテトなどが作れ、料理の幅が広い。
にんじん
ジャガイモ同様『-LOST in BLUE-』から登場する。地面から掘り起こして取る。生でも食べられるが美味しくはない。
料理でサラダ系のもの・煮物・鍋物に使う。
大根
ジャガイモ同様『-LOST in BLUE-』から登場する。地面から掘り起こして取る。生でも食べられるが美味しくはない。野生なので実は小ぶり。にんじん同様サラダや鍋物に使う。
タマネギ
『-LOST in BLUE-』から登場する。地面から掘り起こして取る。生でも食べられるが美味しくはない。煮物の具などに使用する。
タケノコ
『-LOST in BLUE-』から登場する。竹の生えている場所でしか取れない。生でも食べられるが美味しくはない。タマネギ同様、煮物にするとよい。

### 肉類
島に生息している動物を仕留めると手に入る。
肉
狩りや罠などで手に入れられる。初期2作では仕留めた動物により大きい肉・小さい肉の2種類に分かれ（仕留めた動物により、一定確率で毒肉になる事も）、『-LOST in BLUE-』からは仕留めた動物により、○○の肉と表記される（やはり仕留めた動物により大きさは違う）。
腹にも貯まり、体力も回復する。生では食べられず、料理では焼いて食べたり、鍋物や煮物の材料となる。『脱出!!双子島!』でのみ、通信で肉を交換する事で、加工品のハムやソーセージが手に入る。
鳥肉
肉と同様に、狩りや罠で鳥類を仕留める又は捕まえると手に入る。料理では焼き鳥などに用いる。
その他の肉
蛇・トカゲ・カメを捕まえると手に入る。初期2作では攻撃して仕留めると肉になり（蛇の場合、毒肉になる場合がある）、『-LOST in BLUE-』ではサーチで捕まえる。持ち物のグラフィックではその動物そのものだが、料理の画面ではそれぞれ肉の形になっている。

### 魚介類
海や川・池等で、釣りや銛漁で採れる。
魚
川や池・海に生息しており、釣りか銛漁などで取れる。無限に取れるので重宝する（シリーズによって一日に採れる数に限りがある）。
初期2作では大・小の違いだけだったが、『-LOST in BLUE-』からは様々な種類が存在する。料理のバリエーションも豊富。
ヌシ
第2作に登場。各釣り場の主と呼ばれる魚。食べるとステータスが大幅に回復するが、滅多に釣れない。
ワカメ
『-LOST in BLUE-』から登場。浜辺によく落ちている。さばいてサラダにすると美味しい。生では食べられない。潮の満ち引きで取れなくなる場合もある。
貝
砂浜で拾える。初期2作では単に「貝」としか表記されなかったが、『-LOST in BLUE-』からは、シジミ・アサリ・ハマグリ・ホタテ等の種類がある。ハマグリ等はシジミやアサリに比べるとなかなか手に入らないが素材がよいので、焼くだけで十分美味しい。『-LOST in BLUE-』ではワカメ同様、潮の満ち引きで若干取りづらいことがある。
カニ
『-LOST in BLUE-』から登場。浜辺で地面サーチをするとランダムで出現する。ヤドカリ・イソガニ・ヤシガニ等の種類がある。携帯ゲーム版では、鎌の材料となる。
赤ウニ
『-LOST in BLUE 2-』から登場。潜水でたまに手に入る。回復量は高め。蒸すと美味しい。
エビ
『小さな島の大きな秘密!?』に登場。赤ウニ同様、回復量が高い。釣りで手に入るが、なかなか釣れないレア食材。

### スパイス
『-LOST in BLUE-』から登場する。地面を調べるとランダムで手に入り（ミミズや浜辺なら貝殻の時もある）、料理の調味料として使う。これらが無いと、レシピの料理は完成出来ない。
岩塩
ミネラルが豊富な天然の自然塩。浜辺等の砂地を調べると比較的よく手に入る。様々な料理に幅広く使用する。
コショウの実
肉との相性は抜群で、主に肉料理に対してよく使う。
木のミツ
甘い蜜の粒。主におやつ系のものを作る際に使用。
ムラサキの豆
紫色をした豆。醤油味。特に魚介類を料理する際に使用。
とうがらし
ピリリと辛い。香辛料として使用する。
黄色いつぼみ
黄色い色をした、何かの植物のつぼみ。コンソメの味。
茶色い木の実
中からトロリとした、バター風味の液体が出ている。
水色の木の実
さわやかで、すっぱい味がする。酢のようなもの。

### その他
水
全作に登場。生きるために絶対必要な水分。川や池の一部の場所で飲める。果物などでも多少の水分は取れるが、飲む方が回復する。水筒や瓶に入れて持ち運べる。また、料理の煮る、蒸すでも使用する。『小さな島の大きな秘密!?』では、水も食べ物と同様に腐るようになる。初期2作では場所により汚れた汚い水があり、そのまま飲むと腹を下してダメージを負ってしまう。
卵
全作に登場。無人島に生息している鳥の卵。栄養満点で料理の幅が広がり、回復量も高い。初期2作では一定の場所でしか手に入らない希少品。『-LOST in BLUE-』以降は家畜としてニワトリを飼うと、水を与えることで一日一個手に入る。『-LOST in BLUE-』では、ビーチの高台の木下でも採れる。生でも食べられる。
ミルク
『-LOST in BLUE-』から登場。水同様、飲むことで水分を補給できる。家畜としてヤギを飼うと乳搾りのミニゲームを行えて、成功すると手に入る。それにはヤギに水を与え、空き瓶を持っている必要がある。料理の幅が広がる上、回復量も増える。
お弁当
『-LOST in BLUE-』から登場。料理をする際に作ることが出来、自分で食べたり、パートナーに渡したり出来る。『-LOST in BLUE-』では「彼女のサバイバルモード」で、あおいのみ作れる。『-LOST in BLUE2-』では男女共に作れる。食材に関わらず何でも弁当に出来、食材の量や品で回復量が変わってくる。煮物や蒸し物も弁当にすることが出来るが、水分の回復はなくなる。
ハチミツ
初期2作に登場。蜂の巣の下で枯れ草を燃やすと採れる。腹だけでなく、体力・疲労度も回復するのでかなり重宝する。
回復ナッツ
第2作にのみ登場。特定の場所で拾える。カプセル型で、食べるとステータスが程よく回復する。一定の木の実を合成し、作り出すことも可能。
珍味
初期2作にて登場。腐った貝を捨てずに一定期間放置する事によって、何故か変化する。
ビスケット
脱出ふたご島にのみ登場。軍艦で1枚だけ取れる。説明文によると、元々は兵隊の非常食らしい。通信で湿気た状態にしたり、分解で割れたビスケットにする事が出来る（合成で元に戻せる）。
保存肉/保存貝/保存魚
初期2作に登場。焼いた肉・魚・貝に、スパイスとなる草や木の実を組み合わせ作る。日持ちする。
燻製肉/燻製魚
『-LOST in BLUE-』から登場。燻製棚に入れて作る。日持ちして、料理せず食べられる物の中でも、腹が満たされるが、上記の保存肉等と違い出来るまでに時間が掛かるのがやや難点。魚よりも肉の方が回復量は多い。材料の素材で大きさが違ってくる。肉・魚共にレシピの食材としては使えない。

## アイテム
主人公が無人島で生き抜くために島で使う道具やもの。そのまま使えるものもあるが、組み合わせることで新しいものが作れる。初期2作では一度作ると殆ど半永久的に使えるが、『-LOST in BLUE-』からは何回か使うと壊れてしまい、再び作り直さなければならない（組み合わせた素材の強度によって異なる）。なお、初期2作の当ゲームで物を組み合わせて作ることを「合成」と呼ぶ。
火付け道具
その名のとおり火をつける道具。木の枝と木の皮を組み合わせて作る、重要なアイテムの1つ。初期2作では一部を除いて雨が降っていなければ、あらゆる場所で付けられるが、『-LOST in BLUE-』からは生活拠点と一部の場所でしか使えない上に、木の枝を一つ消費する。また、『-LOST in BLUE-』からは弓と組み合わせるとよい火付け道具となり（初期2作では枝と皮だけで作るが、完成時に何故か弓が加わっている）、簡単に火が付けられるようになる。
釣竿（つりざお）
全シリーズに登場する魚を釣るのに使う道具。初期2作ではしなる木とテグスを組み合わせて作る。『-LOST in BLUE-』からは、木の棒か竹とツタと尖った石または骨で作る。『2』からは、竿を小刻みに動かさなければならず、シリーズを重ねるごとに、魚を釣るのが困難になっている。釣りを行うと釣れなくてもスタミナが大きく減り、時間も速く過ぎていく。
初期2作では、条件を満たすと本格的な釣竿が手に入る。
銛（モリ）
『-LOST in BLUE-』から登場する道具。木の棒や竹を削って尖らせるか、とがった石や骨を組み合わせて作る。川や海で魚を採るときに使用する必要度の高い道具。ただし、小型魚しか取れない。『2』からはバトルにおいて槍感覚で、武器としても使用。
弓（ゆみ）
木の棒と縄・糸状のものを組み合わせて出来る。下記の矢とは2つで1つ。矢があれば、狩りやバトルで使用できる。また、上記どおりよい火付け道具の材料になる。『-LOST in BLUE-』からは竹でも作れる。
矢（や）
尖った石か骨と、木の枝もしくは竹と、鳥の羽（『-LOST in BLUE-』からは無くても作れるが命中率はやや劣る）を組み合わせるか、鉄の棒と羽（無くても良い）で出来る矢。上記の弓と2つで1つ。
初期2作では無限に撃つことが出来るが、『-LOST in BLUE-』からは1度作ると10本出来て、所持数まで撃てる消耗品である（ケータイ版では15本）。
ナイフ
初期2作では、装備アイテムとして登場し、島の動物と戦う時等に使用する。『-LOST in BLUE-』では、あおいが救命ボートに備え付けてあったと言い、彼女が料理をする時に使用している模様。

## 動物

### 獲物
無人島に生息している野生動物。生きるために狩りか罠で捕らえる必要がある。捕らえると肉が手に入る。中には反撃し、攻撃してくる者も居る。初期2作では弓矢だけでなく、ナイフや斧で直接切り付けて攻撃し、倒すことも出来る。
『-LOST in BLUE-』からは鹿やイノシシなど大型動物は、罠で動きを封じないといけない。
魚
全作に登場する。池・川・海等水辺全般で採れる。基本的に無限に採れる。初期2作では「大きい魚」「小さな魚」の2種類だけだったが、『-LOST in BLUE-』からはフナ・アユ・ヤマメなど様々な種類の魚がいる。第2作ではワライウオ・イカリウオ等という名前の主が存在し、レアアイテムで食べるとパロメーターが全回復する。
鳥
全作に登場する。一定確率で出現する。鶏・鳩・鴨などの種類がある。罠で捕まえるか、弓矢で仕留めると鳥肉と羽が手に入る。シリーズによっては、鷹等、空を飛んでいる種も存在する。鶏は、罠で捕まえると家畜に出来る。
キツネ
初期2作に登場。やたらと好戦的でかなり凶暴。見つかると一方的に攻撃してくる上に、動きも素早く、接近戦は殆ど勝ち目なしという、かなり手ごわい強敵。ある条件を満たすと低確率で毛皮が手に入るようになる。
クマ
初期2作に登場。動物中最も強く、体力もある。倒すと多くの肉が出る。ある条件を満たすと低確率で毛皮が手に入るようになる。
『小さな島の大きな秘密!?』ではヒグマが登場し、イベントで戦う。
ウサギ
全作に登場する動物。倒すと小さな肉が手に入る。
『-LOST in BLUE-』からは、仕留めると肉と毛皮が手に入る。比較的、他の動物よりも毛皮を手に入れやすいので、毛皮が欲しい時に重宝する。
イノシシ
全作に登場する動物。体力も攻撃力も高い。『-LOST in BLUE-』では夜行性のため夜しか現れない。『-LOST in BLUE-2』では罠にかかっていないイノシシに矢を当てると、襲い掛かって来て、イノシシとの戦闘に入る。倒すと肉と毛皮と油が手に入る。出現率が低いので肉は貴重品。
オオカミ
初期2作と『-LOST in BLUE2-』以降登場。体力と攻撃力は高め。『-LOST in BLUE2-』からは夜行性で、一定の場所に行くとイベントで戦い、特定のエリアで無限に出てきて、出会うと襲って来てバトルになる。倒すと肉と油と毛皮が手に入る。『2』の初戦はイベントなので何も手に入らない。
トカゲ
全作に登場。初期2作ではランダムでフィールドに現れ攻撃もしてくる。倒すと肉が手に入る。
『-LOST in BLUE-』からは地面サーチで捕まえる。
『小さな島の大きな秘密!?』では、出現率は低いがオオトカゲが存在する。場所の都合上、罠を仕掛けられないので、矢1発で仕留めないとならないが、鋭さの高い矢でないと倒すことは出来ない。

### 家畜
『-LOST in BLUE-』からのシステム。特定の動物を罠で捕えると、家畜として飼え、自然では手に入らないアイテムが手に入る。捕まえた際に、家畜にするかの択肢が出る。餌はいらず、世話はビンに入った水をあげること位で、与えると1日に一度食料が手に入る。『-LOST in BLUE-』では、主にあおいの役目となる。寿命があり、いずれ死んでしまう（亡骸等は残らない）。世話を怠ると、寿命を縮め早く死ぬ。逃す事が出来ない為、一度飼うとその間は他の動物は飼うことは出来ない。
ニワトリ
小さい罠で捕まえると、家畜に出来る。水を与えると自動的に卵を産む。
ヤギ
大きい罠で捕まえると、家畜に出来る。水を与えると新鮮なミルクが出るようになる。その際、乳しぼりのミニゲームに入り、成功すると手に入る。しぼっていると、次第にヤギは怒り出し、失敗すると蹴られるが、ダメージはない。

### コミュニケーション用
『-LOST in BLUE2-』から登場。ストーリー上、出会うと一日一回コミュニケーション等を取れる動物。鳴き声をマネたり、餌をあげることで親密度をあげられる。上手くいくと重要なクリアアイテムが貰える他、ゲームクリアにも深く関わって来る。鳴き声のマネはDS本体のマイクに「ウホホ」・「ウキキ」等と発する事で行うが、DSの性能上なのか判定はかなりシビアになっている。『小さな島の大きな秘密』では、エリーが居ないと行えない。
ゴリラ
『-LOST in BLUE2-』で登場。第2作でも、条件を満たすと登場し、真のエンディングに大きく関わってくる（難易度はかなり高くなるが、無しでも可）。
チンパンジー
『小さな島の大きな秘密』で登場。役割はゴリラと殆ど同じ。
イルカ
『小さな島の大きな秘密』で登場。ストーリーだけでなく、エリー専用エンディングにも大きく関わる。

## 料理
『-LOST in BLUE-』から追加された新機能。料理のミニゲームを行い、生で食べられない食材を料理して食べる。料理の出来栄えによって回復量などが違ってくる。『-LOST in BLUE-』では、「彼女のサバイバルモード」で行える。大工モード同様、流れてくるパネルに書いてある形に添って画面をタッチするものだったが、『2』から大きく変更され料理ゲーム風になった。レシピで機能が追加、特定の食材とスパイスを正しい調理法で調理するとレシピに登録されて、食材とスパイスがそろっていればすぐ作れる。調理法は、さばく・焼く・炒める・煮る・揚げる・蒸すの6通りがある。作品により材料・調理法が異なる場合がある。キャラ問わず、ゲーム開始時は、さばく・焼くの2種類の調理法しかできない。話が進み、一定のアイテムを手に入れると他の調理法も出来るようになる。『小さな島の大きな秘密!?』では、ショウとダイキは、さばく・焼くしか行えない。
さばく
最初から使える。食材を切って調理する。『2』からは正しい調理法で調理すると、他の調理法でも一部を除き、最初にさばくを行う必要がある。主にサラダを作る。貝・ミルク等は単品ではさばけないが、他のものと一緒なら可能。
ワカメサラダ
ワカメとムラサキの豆・水色の木の実で出来る。比較的簡単に作れる。
刺身盛り合わせ
様々な魚（種類の区別は特に無い）とアサツキ・ムラサキの豆で出来る。『2』から登場。
焼く
さばく同様、最初から出来る。食材を焼いて調理する。食材により適度な焼き時間が異なる。炎で熱した石の上に乗った食材をタッチペンでひっくり返す。拠点に火がついていなくても調理可。
アユの塩焼き
アユと岩塩で出来る。手軽に作れる上、回復量も多い。
焼きハマグリ
ハマグリ・ムラサキの豆で出来る。新鮮な食材は焼くだけで美味しい。
炒める
平らな石もしくは石版を手に入れると出来るようになる。かき混ぜるように、食材を炒める。焼く同様、拠点に火がついていなくても可。
目玉焼き
卵と岩塩・コショウの実で出来る。焼きと付くが、焼くのではなく炒めて作る。
カニ・イタリアン・きのこ・オムレツ
卵とカニ・ジャガイモ・きのこ等とスパイスで作る。それぞれ必要な食材とスパイスが違ってくる。
煮る
くぼんだ石もしくは、土器を手に入れると出来るようになる。食材を煮る。タッチペンでかき混ぜる。食材の他に水を1ℓ消費する。
肉じゃが
イノシシ肉・ジャガイモ・ニンジンとムラサキの豆・木のミツで出来る。おふくろの味の定番。味付けが難しい。
ゆで卵
卵と岩塩で出来る。回復量が今一つ。グラフィックが料理中1番小さい。煮るでは一番作りやすいが回復量は少ない。
蒸す
煮る同様、くぼんだ石もしくは土器を手に入れると出来るようになる。食材を蒸す。煮ると同様、食材の他に水を1ℓ消費する。
ふかし芋
タロイモと岩塩で出来る。ジャガイモでは出来ない。中は紫色。
プリン
卵と木のミツ・茶色い木の実でできる。数少ない、甘いお菓子系の料理。
揚げる
煮る同様くぼんだ石もしくは土器入手後、更に油を手に入れると出来るようになる。食材を揚げる。油に入れた食材を順番に引き揚げていく。食材と油を1つ消費する。
唐揚げ
鳥肉と岩塩・コショウの実で出来る。おかずの定番。作品により、使用スパイスが若干違うことがある。
カキフライ
カキと岩塩で出来る。生だと危ないので、揚げて食べる。

## 家具
『-LOST in BLUE-』からの新機能。作るには丸太とロープが必要で、作るものによって他に毛皮や葉っぱ等がいる。アイテムを大量消費するので一気には出来ない。ものによって必要な材料の数と、製作段階数が違う。『-LOST in BLUE-』では料理同様、流れてくるパネルに書いてある形に添って画面をタッチするものだったが、『2』からは木を削る・組み立てるといった過程を行い製作する。『小さな島の大きな秘密!?』では、女性キャラは男性キャラを連れていないと行なえない上、拠点ごとに共通していないので、拠点ごとに度々造らないといけないなど、何かと手間がかかる。
棚
丸太とロープで作成。拠点に置けるアイテム数が増える。3段階の工程が必要。『2』では、拠点ごとに共有スペースとして使えるが『3』では繋がってない。初期2作では同じ役割を持つコンテナがある。
ベッド
丸太とロープと毛皮もしくは木の葉で作成。寝る事による回復量が増える。3段階の工程が必要。
テーブルセット
丸太とロープと毛皮で作成。テーブルと椅子。パートナーの作業効率がアップする。5段階の工程が必要。作ると食事のシーンのグラフィックが変化する。
燻製器
丸太とロープで作成。パートナーが燻製を作れるようになる。1段階の工程で作れる。
イカダ
第一作と『-LOST in BLUE-』以降のほとんどの作品に登場する。無人島からの脱出と言えばやはりこれ。湖を渡るだけのもの、脱出用の頑丈な物と、川を下るだけの使い捨ての物がある。それによって、必要な材料の量が違ってくる。
ドラム缶風呂
ドラム缶を手に入れると造れる。日暮れ後に、パートナーを連れていると入らせて、スキンシップを図れるミニゲームができる。屋根付き。温泉と違い、プレーヤーだけでは入ることはできない。
家
丸太とロープと木の葉で作成。大木の上に家を作る。この家を新たなる拠点に出来る。2から登場。家具とは言えないが、家具として扱われる。7段階の工程が必要と、1番作業工程が多く手間がかかる。

## ステイタス・状態

### ステイタス
ゲームでは主に％で表す。
HP/体力
キャラクターの耐久力を表す。スタミナゼロ、ステータス異常、動物との戦いでダメージを受ける事で減少。ゼロになるとキャラは死んでゲームオーバーになる。寝る、特定の食べ物を食べる事で回復する。
水分
キャラクターの水分量を表す。行動するたびに減っていく。熱い日やステータス異常の「渇き」で減るのが早くなり、雨の日は逆に遅くなる。ゼロになると、脱水症状状態となり、水分以外の食べ物を口に出来なくなり、HP/体力にダメージを受けてしまう。水を飲むか、水分を含む物を食べると回復する。
満腹度
キャラクターの満腹量を表す。行動するたびに減っていく。ステータス異常でも減る。ゼロでも動け、ダメージは無いがスタミナが減るのが早くなる。食べ物を食べると回復する。
スタミナ
キャラクターのスタミナ量を表す。行動する度に減っていく。ゼロだと、動けるがダメージを受ける。寝る・休む・温泉に入る等で回復する。寝る前の満腹度・睡眠時間で回復量は変わる。
好感度・親密度
パートナーが主人公に対して抱いている気持ちの事。プレゼントをする等で変化する。HP等と違い画面上に表示はなく、態度や言葉遣いで表される。生死に一切影響はないが、主人公にどれだけ抱いているかによって、ED等に大きく影響する。

### 状態
キャラクターの体調を表す数値。体調次第でパロメータの変化に継がる。
毒
毒のある食べ物を食べる、又はクモ・サソリ等の毒を持つ動物に攻撃されると起こる。薬草のような、解毒作用のある食べ物を食べるか、時間が経つと治る。その間は、動く度にダメージを受け続ける。
渇き
水分値がゼロになるか、ステータス異常を起こす食べ物を食べると発生。いわゆる脱水症状の状態になる。水分以外の食べ物を口に出来なくなり、ダメージを受けてしまう。ステータス異常を起こす食べ物を食べた時は時間の経過で、通常時は水を飲むと回復する。
睡魔
『-LOST in BLUE-』から登場。ステータス異常を起こす食べ物を食べるか、一定時間以上寝ていないと睡眠不足で起こる。所かまわず寝てしまい、その間、操作出来なくなってしまう。寝たとしてもパロメーター等も回復しない。食べ物の場合は一度っきりだが、睡眠不足の場合、拠点で寝ない限りは一定時間毎に、何度でも勝手に寝てしまう。
腹痛
ステータス異常を起こす食べ物を食べると発病。初期2作では一度ダメージを受けるだけだが、『-LOST in BLUE-』以降は一定時間続き、その間は食べ物を食べられなくなり、ダメージも受けてしまう。時間が経つと治る。
麻痺
初期2作と『小きな島の大きな秘密』に登場。特定の食べ物を食べると発病。しばらくの間動けなくなる。『小きな島の大きな秘密』では雷に打たれる事でなる。時間の経過か、薬草を食べると直る。
興奮
ステータス異常を起こす食べ物を食べると発病。眠れなくなるかわりに、スタミナが減らなくなる。時間が経つと治る。唯一、使い道がある。
混乱
初期2作に登場。特定の食べ物を食べると発病。操作がメチャクチャになってしまう。一定時間で直る。

## 天候
島の気候。その日の天気によって行動が制限され、パロメーターにも影響される。主に晴れ・雨・曇り等があるが、初期2作では、イベントシーン以外、天候は晴と雨位しかない。
台風
一定の周期で発生する。台風の日は拠点から一定の範囲から移動出来ない。したがって、前の日に食料を使い過ぎてしまうと、場合によっては食料不足に陥ることも。なお、パートナーに頼めば食料を取って来てもらえるが、時間がかかる上に、量も品は限られている。翌日はアイテムの配置が変化し、いつもの場所になかったり別の場所にあったりする上、鉄の棒など手に入り難い物を拾える事もあるという、メリットがある。
霧
霧が島中に発生する。それにより、視界が見えにくくなってしまうが、パロメーターには影響は無い。
強風
台風のように、風が強い日。台風と違い、行動範囲制限は特に無いが、風で動きづらいので、スタミナ消費が多くなる。
雷
嵐の日などに、ランダムで発生し落雷する。当たっても死なないが、麻痺して暫くの間動けなくなる。

## 備考
- 2024年11月29日放送のゲームセンターCX第389回目の回にて、第1作「孤島の冒険者」が挑戦作となった。有野が出したエンディングは、片方が死んでしまうバッドエンドだったが、島からの脱出は一応出来ていたので、挑戦自体は成功扱いになっている。